# City Tower Vienna

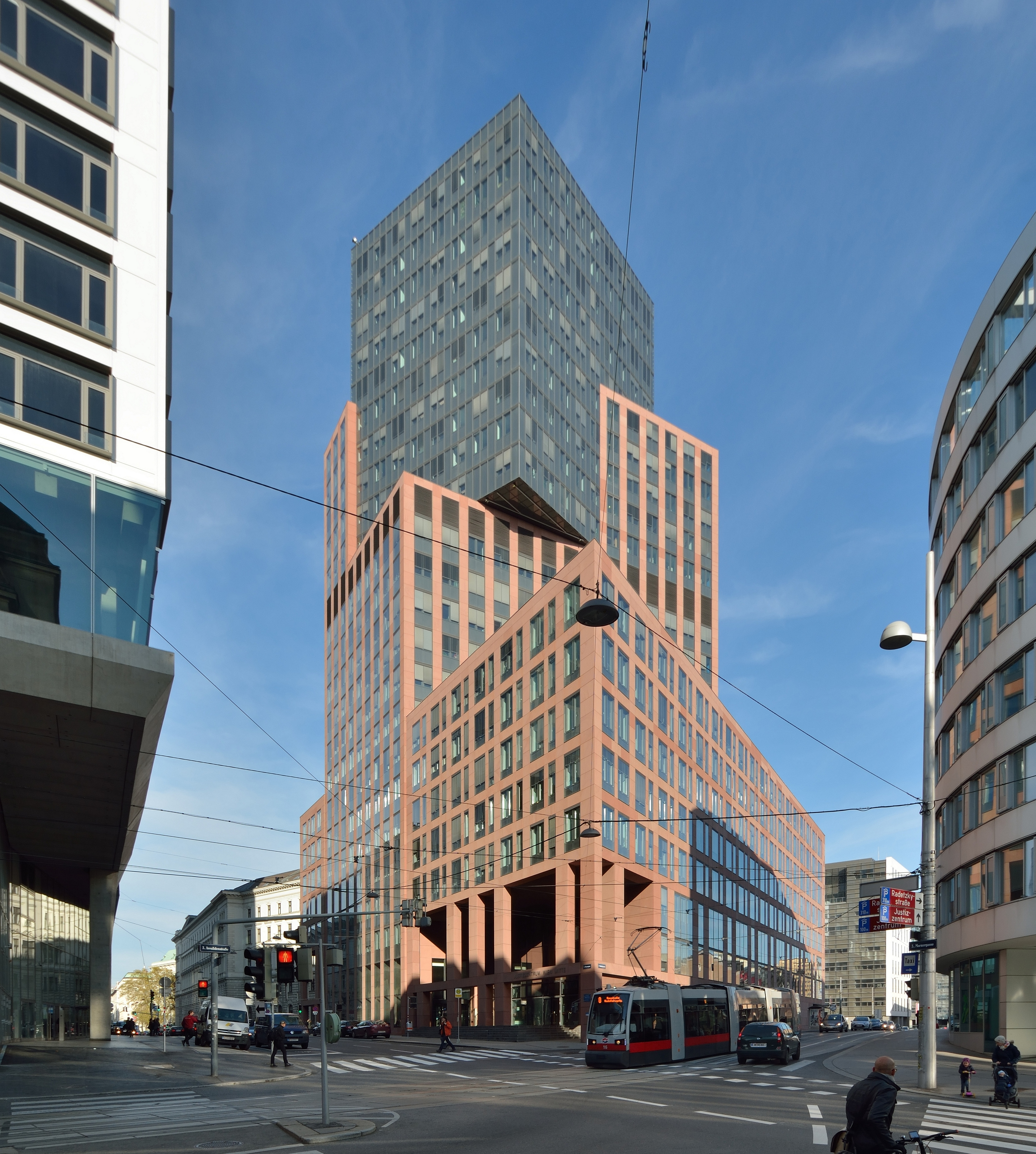
Justizzentrum Wien-Mitte

Der City Tower Vienna ist ein Bürogebäude im 3. Wiener Gemeindebezirk Landstraße. Seit 5. September 2003 bildet es als Justizzentrum Wien-Mitte den Sitz mehrerer Gerichte.
Als Teil des Hochhausprojekts Wien Mitte führte die Errichtung des Justizzentrums zu einer Kontroverse um die Anerkennung der Wiener Innenstadt als UNESCO-Weltkulturerbe.

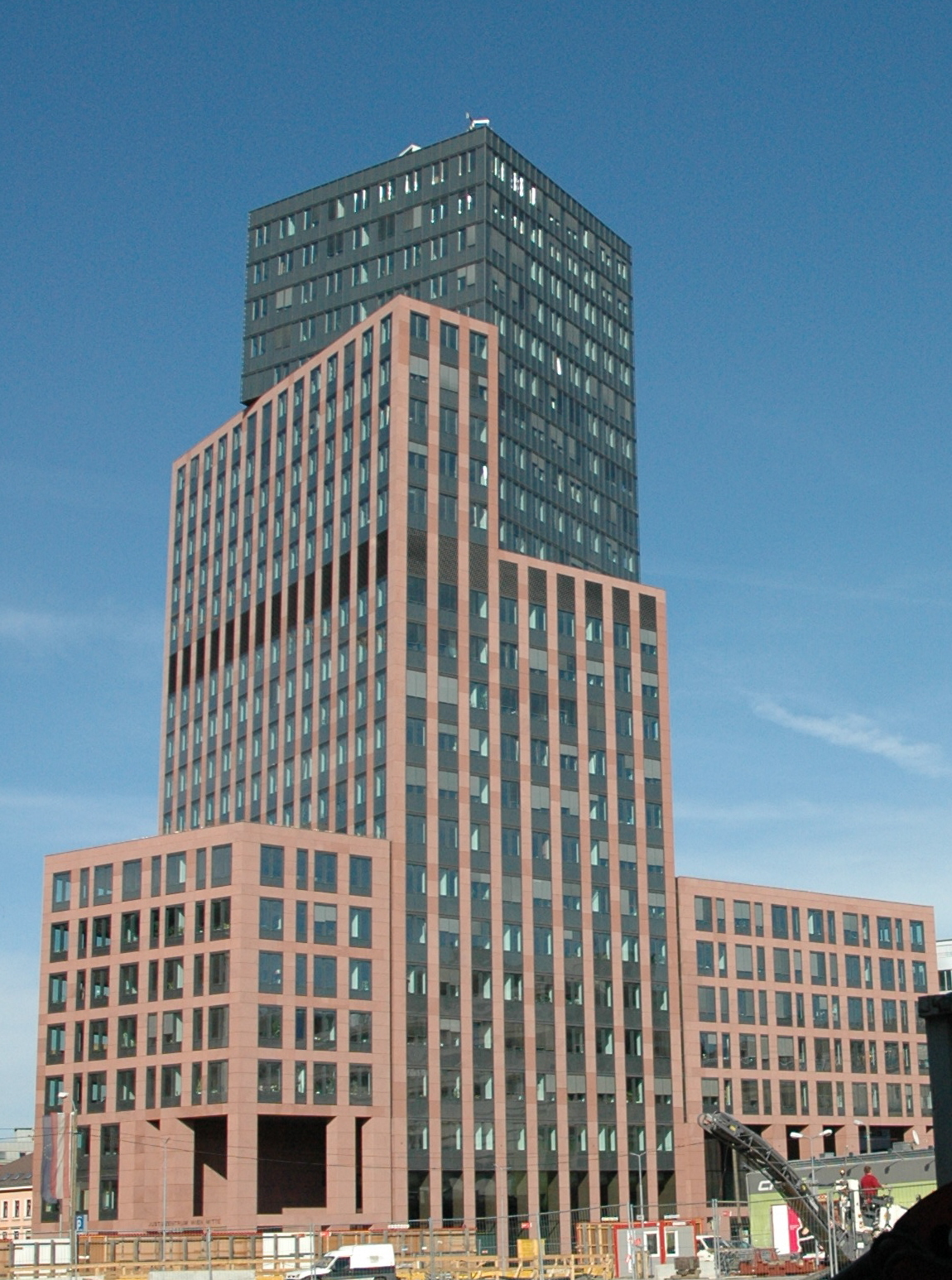
Ostansicht (vom Bahnhof Wien Mitte)

## Gebäude
Es besteht aus einem 87 Meter hohen Hochhausturm mit einem verdrehten Kopfbauwerk und zwei teilweise aufgeständerten 28 Meter hohen Seitengebäuden. Das Hochhaus hat 24 Obergeschoße und zum Teil vier Untergeschoße. Es liegt zum anderen Teil auf einer Überplattungskonstruktion über den Bahngleisen des Bahnhofs Wien Mitte. Die nutzbare Fläche des Gebäudes beträgt insgesamt 28.901 m² (inklusive Garagen). Das Gebäude wurden nach den Entwürfen des Architekturbüros O&O Baukunst gebaut.

## Nutzung
Nach rund zwei Jahren Bauzeit wurde das Gebäude im September 2003 dem Bundesministerium für Justiz übergeben. Im City Tower sind das Bezirksgericht Innere Stadt Wien, das Bezirksgericht für Handelssachen Wien und das Handelsgericht Wien untergebracht, die aus dem Gerichtsgebäude Riemergasse umgesiedelt wurden. Eigentümer ist Immofinanz AG. Die Übersiedlung der Gerichte aus dem bundeseigenen Amtsgebäude bzw. Ansiedlung in den angemieteten Neubau wurde sowohl medial, als auch im Rahmen parlamentarischer Anfragen kritisiert.